# 埃尔库尔
埃尔库尔（法語：Ercourt，法語發音：[ɛʁkuʁ]）是法国上法蘭西大區索姆省的一个市镇，属于阿布维尔区。

## 地理
埃尔库尔（50°2'33"N, 1°43'18"E）面积4.2 平方千米，位于法国上法蘭西大區索姆省，该省份为法国北部沿海省份，北起加来海峡省和北部省，西接滨海塞纳省和大西洋英吉利海峡，南至瓦兹省，东临埃纳省。
与埃尔库尔接壤的市镇（或旧市镇、城区）包括：格雷博梅尼勒、贝昂、于皮、特夫勒、维默地区图尔斯。

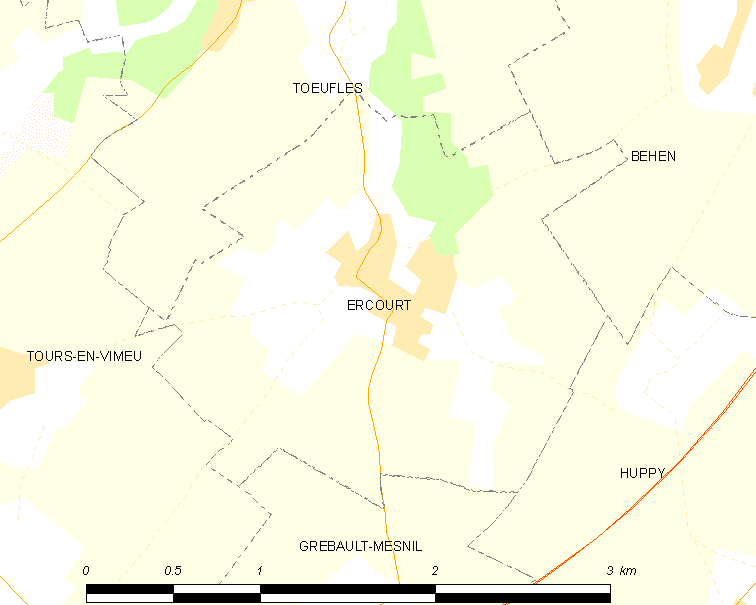
埃尔库尔的OSM定位图

埃尔库尔的时区为UTC+01:00、UTC+02:00（夏令时）。

## 行政
埃尔库尔的邮政编码为80210，INSEE市镇编码为80280。

## 政治
埃尔库尔所属的省级选区为阿布维尔第二县。

## 人口

1962-2008年间埃尔库尔人口变化图示

埃尔库尔于2022年1月1日时的人口数量为126人。